# Девід Вест Кірсі
Девід Вест Кірсі (англ. David West Keirsey; нар. 31 серпня 1921, Оклахома) — клінічний психолог, професор Університету Штату Каліфорнія.

## Розробка темпераментів Кірсі
На початку 1980-х років познайомився з типологією Маєрс-Бріґс і визначив себе як INTP. Це стало поштовхом до його власних досліджень, в результаті яких він спільно з Мерилін Бейтс написав книгу «Будь ласка, зрозумій мене» (англ. «Please Understand Me»). З одного боку, саме ця книга зробила широко популярними ідеї Ізабели Маєрс, з іншого, він спростив і модифікував типологію Маєрс-Бріґс, що надалі привело до його поступової ізоляції від Асоціації психологічних типів (хоча більшість його прихильників займають компромісну позицію).
Кірсі, як він сам писав, не зрозумів принципів ділення типів по установках на рід діяльності (NT, NF, ST, SF), особливо ж не зрозумів відмінність між двома останніми групами. Замість них він описав дві інші групи: SP та SJ, і прирівняв чотири групи (NT, NF, SP, SJ), що вийшли, до класичних темпераментів Гіпократа-Галена. Надалі Кірси став вважати дані «темпераменти» ядром своєї теорії, найголовнішим її вмістом. Кірсі створив власний короткий визначник типів із 72 питань (Keirsey Temperament Sorter — Визначник темпераменту Кірсі). Оскільки даний визначник нерідко давав результати відмінні від тесту Маєрс-Бріґс, Кірсі заявив про те, що його теорія і теорія Маєрс-Бріґс — різні теорії (інші прихильники теорії Маєрс-Бріґс з ним не згодні; більше того, як показало дослідження Т.Карскадона і Н.Мак-Карлі, у ключових рисах описи типів від Кірсі та від Маєрс збігаються). Дана суперечка зайшла у безвихідь, оскільки обидві сторони вважають, що типом є те, що визначається тестом, і яких-небудь об'єктивніших критеріїв просто не бачать.
Одна із характерних відмінностей тесту Кірсі від тесту Маєрс-Бріґс полягає у тому, що Кірсі ототожнює «хто я є» і «що мені подобається в інших людях». Окрім того, Кірсі відмовився від використання юнгівських функцій (на відміну від інших прихильників теорії Маєрс-Бріґс).
Кірсі спробував зіставити типологію Маєрс-Бріґс з іншими відомими типологіями. Зокрема, він припустив, що циклотипи і шизотими за Кречмером — це інтуіти і сенсорики, відповідно (Аушра Ауґустінавічюте вважала, що циклотипи — це ірраціонали, а шизотими — раціонали).